# Lista dos últimos criminosos de guerra nazistas sobreviventes
Esta é uma lista dos últimos criminosos de guerra nazistas sobreviventes, com base em listas de fugitivos procurados. A partir de 2002, Efraim Zuroff, do Centro Simon Wiesenthal, produziu um Relatório Anual sobre a Situação da Investigação e Processo Mundial de criminosos de guerra nazistas, que de 2004 a 2018 incluía uma lista dos criminosos "mais procurados" que nunca haviam sido condenados. Dos que foram acusados de crimes de guerra nazistas no século XXI, muitos morreram enquanto aguardavam julgamento, morreram durante o processo de recurso ou morreram enquanto esperavam para serem deportados. Muito poucos cumpriram pena efectiva de prisão devido à sua idade avançada, o que tornou as suas sentenças (se houver) simbólicas. Por outro lado, alguns listados aqui tiveram todas as acusações contra eles esclarecidas após o fato.
Estima-se que mais de 200.000 nazistas tenham sido perpetradores de crimes da era nazista. Destes, cerca de 140.000 casos foram instaurados entre 1945 e 2005. Segundo a professora Mary Fulbrook, apenas 6.656 deles foram condenados. Ainda não se sabe quantos ou se existem fugitivos nazistas legítimos que permanecem até hoje. O Museu Nacional da Segunda Guerra Mundial informou em 2023 que aqueles que serviram estão agora “na casa dos 90 anos ou mais”. No entanto, O The Washington Post estimou em 2014 que a caça aos fugitivos poderia continuar até a década de 2040, citando a "idade que alguém deveria ter na época" e a "expectativa média de vida".

## Localizados
O nome com cor de fundo indica que o indivíduo ainda está vivo
| Nome                               | Cargo                               | Nascimento              | Morte                   | Residência     | Resumo |
| ---------------------------------- | ----------------------------------- | ----------------------- | ----------------------- | -------------- | --- |
| Rosemarie Albrecht                 | Aktion T4                           | 19 de março de 1915     | 7 de janeiro de 2008    | Alemanha       | Ex-professora de medicina na Universidade de Jena, Albrecht foi acusada de matar um paciente em 1941, como parte do programa nazista de eutanásia que levou a cabo assassinatos em massa de doentes mentais e deficientes físicos. Ela estava ainda ligada à morte de 159 pessoas em um hospital em Stadtroda. Em 2005, Albrecht foi considerada inapta para ser julgada. Ela morreu em 2008. |
| Aksel Andersen                     | Guarda de campo de concentração     | Desconhecido            | Vivo                    | Suécia         | Voluntário estrangeiro dinamarquês da Waffen-SS, Andersen serviu como guarda no Judenlager em Babruysk, Bielorrússia, durante 1942 e 1943, quando 1.400 presos judeus foram mortos. As autoridades dinamarquesas recusaram-se a processar Andersen. |
| Milivoj Ašner                      | Policial                            | 21 de abril de 1913     | 14 de junho de 2011     | Áustria        | Ašner serviu como chefe de polícia de Slavonska Požega, no Estado Independente da Croácia, e foi acusado de participar na perseguição e deportação de centenas de sérvios, judeus e ciganos para campos de concentração operados pelos Ustaše. Ašner mudou-se para a Áustria após a guerra. Em 2005, as autoridades croatas solicitaram a sua extradição, que foi recusada por motivos médicos. Ašner morreu em Klagenfurt em junho de 2011 aos 98 anos. |
| Heinrich Boere                     | Waffen-SS                           | 27 de setembro de 1921  | 1º de dezembro de 2013  | Alemanha       | Boere era um voluntário holandês da Waffen-SS que atuou na Frente Oriental. Como membro do esquadrão da morte de Silbertanne, participou no assassinato de três civis holandeses. Ele fugiu para a Alemanha após a guerra e foi condenado à morte à revelia por um tribunal holandês em 1949, pena que mais tarde foi comutada para prisão perpétua. As autoridades alemãs recusaram-se a extraditá-lo, mas reabriram o caso em 2008 e condenaram-no em 2010, sentenciando-o à prisão perpétua. Ele morreu em 1º de dezembro de 2013, aos 92 anos, enquanto cumpria pena de prisão perpétua em Fröndenberg. |
| László Csizsik-Csatáry             | Hauptsturmführer                    | 4 de março de 1915      | 10 de agosto de 2013    | Hungria        | Csatáry foi um oficial da Polícia Real Húngara baseado em Košice que organizou a deportação de aproximadamente 15.700 judeus para Auschwitz em 1944. Ele foi condenado à revelia na TChecoslováquia e foi sentenciado à morte. Csatáry fugiu para o Canadá após a guerra, mas teve sua cidadania revogada em 1997, após o que deixou o país. Em 2011, descobriu-se que Csatáry vivia em Budapeste e, no ano seguinte, foi acusado de crimes de guerra pelas autoridades húngaras. Em 2013, um tribunal eslovaco comutou a sua sentença de morte para prisão perpétua e solicitou a sua extradição. No mesmo ano, os tribunais da Hungria suspenderam o seu caso alegando dupla penalização. Csatáry morreu em agosto de 2013 enquanto aguardava julgamento, aos 98 anos. |
| Algimantas Dailidė                 | Polícia de Segurança da Lituânia    | 12 de março de 1921     | 2015                    | Alemanha       | Dailidė serviu na Polícia de Segurança da Lituânia (Saugumas) em Vilnius e participou na perseguição aos judeus polacos no Gueto de Vilna. Ele emigrou para os Estados Unidos após a guerra e morou em Cleveland, Ohio e Flórida. Dailidė perdeu sua cidadania na década de 1990 e foi deportado para a Alemanha em 2004, após o que se estabeleceu em Kirchberg, na Saxônia. Posteriormente, foi condenado por crimes de guerra por um tribunal de Vilnius, mas em 2008 foi considerado inapto para cumprir pena na prisão devido à sua saúde debilitada. Ele morreu em 2015. |
| Ivan Demjanjuk                     | Guarda de campo de concentração     | 3 de abril de 1920      | 12 de março de 2012     | Estados Unidos | Nascido na Ucrânia soviética, Demjanjuk foi recrutado para o exército soviético em 1941 e feito prisioneiro pelos alemães em 1942. Serviu no campo de treinamento SS de Trawniki antes de se tornar guarda no campo de extermínio de Sobibor, onde foi acusado de ser cúmplice. ao assassinato de 27.900 judeus. Ele também serviu em campos adicionais, incluindo Majdanek. Demjanjuk mudou-se para os Estados Unidos após a guerra e se estabeleceu em Cleveland, Ohio. Ele foi desnaturalizado em 1981 e extraditado para Israel, e em 1988 foi condenado por crimes contra a humanidade e sentenciado à morte. O veredicto foi anulado pelo Supremo Tribunal de Israel em 1993, depois de novas provas terem lançado dúvidas sobre a sua identidade. Demjanjuk regressou aos EUA e recuperou a sua cidadania, mas foi desnaturalizado pela segunda vez em 2002, quando surgiram novas alegações. Ele foi extraditado para a Alemanha em 2009, condenado em 2011 e sentenciado a cinco anos de prisão enquanto aguarda recurso. Demjanjuk morreu em março de 2012 antes que seus recursos pudessem ser concluídos, o que na verdade anulou sua condenação anterior. |
| Peter Egner                        | Sicherheitsdienst                   | 1º de fevereiro de 1922 | 26 de janeiro de 2011   | Estados Unidos | De etnia alemã nascido na Iugoslávia, Egner serviu no Sicherheitsdienst em Belgrado de 1941 a 1943, período durante o qual a unidade participou no assassinato em massa de mais de 17.000 civis. Ele também serviu no Einsatzgruppe de Belgrado e transportou prisioneiros para Auschwitz, Semlin e Avala. Egner mudou-se para os Estados Unidos após a guerra e trabalhou como gerente de alimentos e bebidas. O Departamento de Justiça dos Estados Unidos solicitou a revogação da sua cidadania em 2008, e em 2010 a Sérvia solicitou a sua extradição. Egner morreu em janeiro de 2011 em Bellevue, Washington, aos 88 anos, enquanto aguardava julgamento. |
| Klaas Carel Faber                  | Sicherheitsdienst                   | 20 de janeiro de 1922   | 24 de maio de 2012      | Alemanha       | Faber foi um voluntário holandês da Waffen-SS e serviu na Sonderkommando Feldmeijer, que tinha como alvo membros da resistência holandesa, oponentes do nazismo e aqueles que escondiam judeus. Ele também teria servido no pelotão de fuzilamento no campo de concentração de Westerbork. Faber foi condenado à morte em 1947 por um tribunal holandês por homicídio. Sua sentença foi posteriormente comutada para prisão perpétua, mas em 1952 ele escapou da prisão e fugiu para a Alemanha. Várias tentativas de extraditá-lo foram infrutíferas. Em 2010, o governo holandês emitiu um Mandado de Detenção Europeu para Faber. As autoridades alemãs apoiaram a sua prisão, mas Faber morreu em maio de 2012 em Ingolstadt antes que a moção pudesse ser executada. |
| Kurt Gosdek                        | Einsatzgruppe C                     | Desconhecido            | 12 de dezembro de 2021  | Alemanha       | Gosdek serviu no Einsatzgruppe C and foi acusado de estar envolvido no massacre de dezenas de milhares de judeus na Ucrânia, inclusive em Babi Yar. Mais tarde, descobriu-se que Gosdek morava no noroeste da Alemanha e negou qualquer envolvimento. Em entrevista concedida em 2017 afirmou que “trabalhava nos bastidores consertando veículos”. Kurt Gosdek nunca foi acusado de nenhum crime, pois Efraim Zuroff relatou sua morte em 12 de dezembro de 2021. |
| Oskar Gröning                      | Escriturário                        | 10 de junho de 1921     | 9 de março de 2018      | Alemanha       | Gröning serviu como contador no campo de concentração de Auschwitz de 1942 a 1944. Em julho de 2015, foi considerado culpado de ser cúmplice no assassinato de 300 mil pessoas e condenado a quatro anos de prisão. Gröning morreu em março de 2018, aos 96 anos, antes de iniciar sua sentença. |
| Reinhold Hanning                   | Waffen-SS                           | 28 de dezembro de 1921  | 30 de maio de 2017      | Alemanha       | Hanning serviu como guarda SS em Auschwitz de janeiro de 1943 a junho de 1944 e foi acusado de cúmplice de assassinato em 170.000 casos. Ele foi condenado e sentenciado a 5 anos de prisão em 17 de junho de 2016. Hanning nunca cumpriu a pena porque morreu em 30 de maio de 2017, aos 95 anos, enquanto aguardava recurso. |
| Wilhelm Karl Friedrich Hoffmeister | Einsatzgruppe C                     | Desconhecido            | 12 de dezembro de 2021  | Alemanha       | Hoffmeister serviu no Einsatzgruppe C e foi acusado de estar envolvido no massacre de dezenas de milhares de judeus na Ucrânia, inclusive em Babi Yar. Em 12 de dezembro de 2021, Efraim Zuroff relatou que Hoffmeister havia morrido. |
| Ivan (John) Kalymon                | Polícia Auxiliar Ucraniana          | 1921                    | 29 de março de 2007     | Estados Unidos | Kalymon serviu na Polícia Auxiliar Ucraniana liderada pelos nazistas em Lviv de 1941 a 1944, período durante o qual participou do assassinato e deportação de judeus no Gueto de Lwów. Kalymon mudou-se para os Estados Unidos após a guerra, mas teve sua cidadania revogada em 2007. Ele morreu perto de Detroit, Michigan, em 2014, aos 93 anos, enquanto aguardava a extradição para a Alemanha. |
| Søren Kam                          | Obersturmführer                     | 2 de novembro de 1921   | 23 de março de 2015     | Alemanha       | Um oficial voluntário dinamarquês da Divisão SS Wiking, Kam participou do assassinato do editor de um jornal antinazista dinamarquês Carl Henrik Clemmensen. A Dinamarca solicitou a sua extradição em 1999, o que a Alemanha recusou. Um pedido subsequente em 2007 foi novamente recusado, devido a um tribunal alemão ter concluído que o assassinato de Clemmensen foi homicídio culposo, cujo prazo de prescrição havia expirado. Kam morreu em Kempten em 2015, aos 93 anos. |
| Michael Karkoc                     | Waffen-SS                           | 6 de março de 1919      | 14 de dezembro de 2019  | Estados Unidos | Karkoc era um oficial da Legião de Autodefesa Ucraniana liderada pelas SS, acusada de assassinar civis poloneses em Chłaniów em julho de 1944. Sua unidade também esteve envolvida na supressão da Revolta de Varsóvia. Karkoc passou a servir na Divisão de Granadeiros da Waffen SS Galizien. Ele se mudou para os Estados Unidos após a guerra, estabelecendo-se em Minneapolis. Os antecedentes de Karkoc foram descobertos num relatório de 2013 da Associated Press, o que levou a investigações na Alemanha e na Polónia. As autoridades alemãs encerraram o caso em 2015, depois de considerarem Karkoc incapaz de ser julgado. Ele morreu em Minneapolis em 14 de dezembro de 2019, aos 100 anos. |
| Vladimir Katriuk                   | Schutzmannschaft                    | 1º de outubro de 1921   | 22 de maio de 2015      | Canadá         | Ex-comandante do Batalhão Schutzmannschaft Ucraniano 118, Katriuk foi acusado de participar do massacre de Khatyn em 1943, bem como de assassinar judeus e não-judeus em vários locais da Bielorrússia. Mais tarde, ele desertou e se juntou à Legião Estrangeira Francesa, antes de desertar e fugir para o Canadá após a guerra. O Governo do Canadá iniciou um processo para revogar a sua cidadania na década de 1990, mas decidiu contra a revogação em 2007, devido à falta de provas. Katriuk morreu em Salaberry-de-Valleyfield em maio de 2015 aos 93 anos. |
| Sándor Képíró                      | Gendarmaria                         | 18 de fevereiro de 1914 | 3 de setembro de 2011   | Hungria        | Képíró era um oficial da gendarmaria húngara acusado de organizar o assassinato em massa de mais de mil civis judeus, sérvios e ciganos em Novi Sad, na Sérvia, em janeiro de 1942. Ele foi condenado por crimes de guerra na Hungria em 1944, mas não foi punido. Em 1946 foi novamente condenado à revelia na Hungria. Képíró mudou-se para a Argentina após a guerra, retornando à Hungria em 1996. Um novo julgamento foi aberto contra ele em 2011. Ele foi absolvido por insuficiência de provas em julho e morreu em setembro, em Budapeste, aos 97 anos. |
| Helma Kissner                      | Waffen-SS                           | 23 de dezembro de 1923  | Viva                    | Alemanha       | Kissner serviu como operadora de rádio no campo de concentração de Auschwitz de abril a julho de 1944 e foi acusada de cúmplice de assassinato em 260 mil casos. Ela foi considerada incapaz de ser julgada em 9 de setembro de 2016 por um tribunal em Kiel. |
| Samuel Kunz                        | Guarda de campo de concentração     | 1921                    | 18 de novembro de 2010  | Alemanha       | Nascido na Rússia, filho de uma família alemã do Volga, Kunz serviu no Exército Vermelho e foi capturado pelos alemães. Ele então serviu no campo de treinamento SS de Trawniki antes de servir como guarda SS no campo de extermínio de Belzec, onde foi acusado de participar do assassinato em massa de judeus. Kunz trabalhou como funcionário público após a guerra. Ele foi indiciado em julho de 2010, mas morreu em novembro, em Bonn, aos 89 anos, antes de poder ser levado a julgamento. |
| Hans (Antanus) Lipschis            | Guarda de campo de concentração     | 7 de novembro de 1919   | 16 de junho de 2016     | Alemanha       | Lipschis serviu como guarda no campo de concentração de Auschwitz de 1941 a 1945. Emigrou para os Estados Unidos após a guerra e viveu em Chicago até sua deportação para a Alemanha em 1983. Lipschis foi preso em 2013, mas mais tarde foi considerado inapto para ser julgado devido à demência. Ele morreu em Aalen em 2016 aos 96 anos. |
| Harry Männil                       | Policial                            | 17 de maio de 1920      | 11 de janeiro de 2010   | Venezuela      | Männil serviu na polícia política da Estônia durante o primeiro ano da ocupação alemã e foi acusado de prender judeus e comunistas que foram posteriormente executados pelos nazis. Ele se mudou para a Venezuela após a guerra e se tornou um empresário e filantropo de grande sucesso. As autoridades estônias abriram uma investigação contra Männil em 2001, mas posteriormente inocentaram-no de todas as acusações. Ele se mudou para a Costa Rica e morreu em San José em janeiro de 2010, aos 89 anos. |
| Adam Nagorny                       | Guarda de campo de concentração     | Desconhecido            | 2011                    | Alemanha       | Nagorny serviu como guarda SS no campo de treinamento SS de Trawniki e no campo de extermínio de Treblinka. Ele foi acusado de participar nas execuções em Treblinka. As investigações contra Nagorny começaram no início de 2011, mas ele morreu no final do ano. |
| Ladislav Nižňanský                 | Edelweiss                           | 24 de outubro de 1917   | 23 de dezembro de 2011  | Alemanha       | Nižňanský serviu como comandante de uma unidade "Edelweiss" que caçava judeus e guerrilheiros na Eslováquia. Ele foi acusado de estar envolvido no massacre de 146 pessoas em duas aldeias e no posterior assassinato de 18 civis judeus. Nižňanský mudou-se para a Alemanha após a guerra e foi condenado à morte à revelia por um tribunal da Checoslováquia em 1962. Foi julgado em 2005 e absolvido por um tribunal alemão devido à falta de provas fiáveis. Nižňanský morreu em dezembro de 2011. |
| Helmut Oberlander                  | Einsatzgruppe D                     | 15 de fevereiro de 1924 | 20 de setembro de 2021  | Canadá         | Oberlander serviu no Einsatzkommando 10A (parte do Einsatzgruppe D), que assassinou cerca de 23.000 civis, em sua maioria judeus, na Ucrânia. Ele se mudou para o Canadá após a guerra, estabelecendo-se em Waterloo, Ontário, onde trabalhou como incorporador imobiliário. A partir de 1995, o governo do Canadá fez várias tentativas de revogar a cidadania de Oberlander e deportá-lo. Oberlander morreu em Waterloo, Ontário, em 10 de setembro de 2021, aos 97 anos, antes que uma tentativa bem-sucedida pudesse ser feita. |
| Jakiw "Jakob" Palij                | Desenhista                          | 16 de agosto de 1923    | 10 de janeiro de 2019   | Estados Unidos | Nascido numa aldeia ucraniana na Segunda República Polaca, Palij foi voluntário nas SS e serviu como guarda no campo de treino das SS em Trawniki. Ele se mudou para os Estados Unidos após a guerra, estabelecendo-se no Queens, na cidade de Nova York. Palij foi identificado como guarda do campo em 1993 e teve a sua cidadania norte-americana revogada em 2003, tornando-o apátrida. Ele foi deportado para a Alemanha em agosto de 2018, após uma batalha de deportação de 14 anos. Palij morreu em janeiro de 2019 em Ahlen, aos 95 anos. |
| Lajos Polgár                       | Membro do Partido da Cruz Flechada  | 1916                    | 12 de julho de 2006     | Austrália      | Polgár era um membro de alto escalão do Partido Húngaro da Cruz Flechada e serviu por um breve período como chefe de sua sede em Budapeste, onde judeus foram presos e torturados. Ele se mudou para a Austrália após a guerra. As autoridades australianas e húngaras abriram investigações na década de 2000, mas não obtiveram provas suficientes contra ele. Polgár morreu em Ferntree Gully em julho de 2006, aos 89 anos. |
| Jack Reimer                        | Guarda de campo de concentração     | 6 de novembro de 1918   | 3 de agosto de 2005     | Estados Unidos | Nascido de pais menonitas alemães na Ucrânia, Reimer foi recrutado para o Exército Vermelho Soviético e capturado pelos alemães em 1941. Serviu como guarda no campo de treinamento da SS Trawniki e foi acusado de participar do assassinato de judeus poloneses. Ele se mudou para os Estados Unidos após a guerra e tornou-se empresário. Reimer foi desnaturalizado em 2002, mas morreu na Pensilvânia em 2005, antes de poder ser deportado. |
| Johann Robert Riss                 | Sargento da SS                      | 1921                    | 10 de outubro de 2019   | Alemanha       | Riss participou do massacre de Padule di Fucecchio em agosto de 1944, onde 184 civis foram assassinados. Em 2011, o tribunal militar de Roma considerou-o culpado à revelia e condenou-o à prisão perpétua; Alemanha se recusou a extraditar Riss. Ele morreu em 10 de outubro de 2019 em Kaufbeuren, aos 98 anos. |
| Nada Šakić                         | Guarda de campo de concentração     | Desconhecido            | 2011                    | Croácia        | Esposa do oficial Ustaše croata e comandante do Jasenovac, Dinko Šakić, Nada Šakić serviu como guarda no campo de concentração vizinho de Stara Gradiška e foi acusada de participar na tortura e assassinato de presos. Os Šakić fugiram para a Argentina no final da guerra, mas foram extraditados de volta para a Croácia em 1998. As acusações contra Nada Šakić foram posteriormente retiradas devido a provas insuficientes. Ela morreu em fevereiro de 2011, aos 85 anos. |
| Josef Schütz                       | Rottenführer                        | 16 de novembro de 1920  | 13 de abril de 2023     | Alemanha       | Josef Schütz, conhecido na imprensa alemã como Josef S., foi um guarda de campo de concentração alemão nascido na Lituânia que estava estacionado no campo de concentração de Sachsenhausen. Em junho de 2022, aos 101 anos, Schütz foi condenado a cinco anos de prisão após um julgamento criminal por cumplicidade em crimes de guerra durante o Holocausto durante a Segunda Guerra Mundial, tornando-se a pessoa mais velha julgada e condenada por crimes de guerra nazis na Alemanha. |
| Gerhard Sommer                     | Untersturmführer                    | 24 de junho de 1921     | 2019                    | Alemanha       | Sommer serviu na 16ª Divisão SS Panzergrenadier e foi acusado de participar do massacre de Sant'Anna di Stazzema em 1944. Ele foi considerado culpado à revelia por um tribunal militar em La Spezia em 2005, mas a Alemanha se recusou a extraditá-lo. As autoridades alemãs reabriram o seu caso em 2014. Em maio de 2015, ele foi declarado inapto para julgamento devido a demência grave. Ele morreu em 2019. |
| Alfred Stork                       | Gebirgsjäger                        | 1923                    | 28 de outubro de 2018   | Alemanha       | Stork era um ex-cabo do Gebirgsjäger que participou no assassinato em massa de 120 oficiais italianos em setembro de 1943 em Cefalônia, Grécia, como parte do Massacre da Divisão Acqui. Ele foi condenado à revelia em 2013 pelo tribunal militar de Roma e sentenciado à prisão perpétua, mas a Alemanha recusou-se a extraditá-lo. Em 2021, soube-se que ele faleceu em 28 de outubro de 2018. |
| Adolf Storms                       | Sargento da SS                      | 1920                    | 28 de junho de 2010     | Alemanha       | Storms foi um sargento SS acusado de participar do massacre de 60 trabalhadores forçados judeus em Deutsch Schützen, Áustria, em março de 1945. Ele trabalhou como gerente de estação ferroviária após a guerra. Em 2009, Storms foi acusado por um tribunal alemão pela sua alegada participação no massacre. Ele morreu em junho de 2010 em Duisburg, aos 90 anos, enquanto aguardava julgamento. |
| Theodor Szehinskyj                 | Guarda de campo de concentração     | 14 de fevereiro de 1924 | 2014                    | Estados Unidos | Szehinskyj serviu como guarda do SS-Totenkopfverbände em Gross-Rosen, Sachsenhausen e Varsóvia. Ele se mudou para os Estados Unidos após a guerra e se estabeleceu em West Chester, Pensilvânia. Szehinskyj teve sua cidadania americana revogada em 2000. Ele foi deportado em 2003, mas permaneceu no país até sua morte em 2014. |
| Herbert Wahler                     | Einsatzgruppe C                     | 10 de dezembro de 1921  | Vivo                    | Alemanha       | Wahler serviu no Einsatzgruppe C e foi acusado de estar envolvido no massacre de dezenas de milhares de judeus na Ucrânia, inclusive em Babi Yar. Em março de 2020, o Ministério Público de Kassel anunciou que Wahler não enfrentaria acusações devido à falta de provas. |
| Erna Wallisch                      | Guarda de campo de concentração     | 10 de fevereiro de 1922 | 16 de fevereiro de 2008 | Áustria        | Wallisch era guarda do campo de concentração de Majdanek e foi acusada de envolvimento no assassinato de presidiários. Ela já havia sido diretora em Ravensbrück e se estabeleceu na Áustria após a guerra. As investigações na década de 1970 foram arquivadas devido à falta de provas e as autoridades austríacas recusaram-se a processá-la, alegando prescrição. O caso foi reaberto em 2008 após novo depoimento da Polônia. Wallisch morreu em Viena em fevereiro de 2008, aos 86 anos. |
| Helmut Rasbol / X (sem nome)       | Voluntário estrangeiro da Waffen-SS | 1925                    | 15 de janeiro de 2022   | Dinamarca      | Nascido Helmuth Leif Rasmussen, Rasbol juntou-se à Waffen-SS como voluntário estrangeiro após a invasão alemã da Dinamarca em 1940 e mais tarde serviu como guarda no Judenlager ("acampamento judeu") em Babruysk, Bielorrússia, durante 1942 e 1943, quando 1.400 Presos judeus foram mortos. Em novembro de 2016, o procurador-chefe dinamarquês anunciou que Rasbol não enfrentaria acusações devido à falta de provas. Ele morreu em 2022. |
| Hubert Zafke                       | Médico nazista                      | 26 de setembro de 1920  | 5 de julho de 2018      | Alemanha       | Zafke serviu como médico em Auschwitz durante 1943 e 1944 e foi acusado de cúmplice de assassinato em 3.681 casos. O julgamento de Zafke começou em fevereiro de 2016, mas foi adiado várias vezes devido a problemas de saúde e, em setembro de 2017, ele acabou sendo considerado inapto para ser julgado devido à demência. Zafke morreu em 2018 aos 97 anos. |
| Karoly (Charles) Zentai            | Subtenente                          | 8 de outubro de 1921    | 13 de dezembro de 2017  | Austrália      | Zentai, um ex-soldado do Exército Real Húngaro, foi acusado de participar de caçadas humanas, perseguição e assassinato de judeus em Budapeste em 1944. Em particular, ele foi acusado de ter espancado Péter Balázs, um adolescente judeu de 18 anos, até a morte por não usar sua estrela amarela. Zentai emigrou para a Austrália após a guerra. Em 2005, a Hungria emitiu um mandado de prisão internacional contra Zentai e solicitou a sua extradição. Após uma prolongada luta legal, o Supremo Tribunal da Austrália decidiu em 2012 que ele não poderia ser extraditado, uma vez que o crime de "crime de guerra" não existia na Hungria em 1944. Zentai morreu em janeiro de 2018 em Perth, aos 96 anos. |

## Nunca localizados
| Nome                                | Cargo            | Nascimento          | Morte                | Residência | Resumo |
| ----------------------------------- | ---------------- | ------------------- | -------------------- | ---------- | --- |
| Petras Bernotavičius (Peter Bernes) | Desconhecido     | Desconhecido        | Desconhecido         | Lituânia   | Bernotavičius foi vice do prefeito de Kupiškis, Lituânia, e foi acusado de organizar o assassinato de mais de 1.000 judeus em Kupiškis em 1941. Ele se mudou para os Estados Unidos após a guerra, mas fugiu para a Lituânia em 2002, pouco antes de sua cidadania americana ser revogada. Petras não foi mencionado na lista de fugitivos nazistas mais procurados quando foi atualizada pela última vez em 2018. |
| Alois Brunner                       | Hauptsturmführer | 8 de abril de 1912  | 2001                 | Síria      | O ex-assistente de Adolf Eichmann, Brunner foi responsável pela deportação de mais de 100.000 judeus para campos de extermínio nazistas na Europa Oriental. Fugiu da Alemanha no final da guerra para o Egito, depois mudou-se para a Síria, onde viveu durante décadas sob protecção síria e escapou de múltiplas caçadas humanas e investigações. Brunner foi visto pela última vez em 2001, mas seu destino permaneceu sem confirmação até 2014, quando foi relatado que ele havia morrido na Síria. |
| Mikhail Gorshkow                    | Gestapo          | 1923                | 2013                 | Estônia    | Nascido na Estônia, Gorshkow serviu como intérprete e interrogador da Gestapo na Bielorrússia e foi acusado de participar no massacre de 3.000 judeus em Slutsk. Em 2002, foi relatado que um homem com o sobrenome "Gorshkow" fugiu para os Estados Unidos após a guerra, mas foi desnaturalizado e mudou-se para a Estônia. As autoridades estónias encerraram o caso contra Gorshkow em 2011, alegando que a sua identidade não poderia ser provada para além de qualquer dúvida razoável. O que estava em questão era a possibilidade de mais de uma pessoa com o sobrenome Gorshkow ter colaborado com os nazistas. Gorshkow morreu mais tarde em 2013. |
| Aribert Heim                        | Hauptsturmführer | 28 de junho de 1914 | 10 de agosto de 1992 | Egito      | Heim foi médico nos campos de concentração de Sachsenhausen, Buchenwald e Mauthausen. Conhecido como "Dr. Morte", Heim matou e torturou presos em Mauthausen através de vários métodos cruéis. Ele fugiu da Alemanha em 1962, quando foi denunciado como criminoso de guerra. O paradeiro de Heim permaneceu obscuro, embora em 2009 tenha sido relatado que ele vivia no Egito e morreu no Cairo em 1992, o que foi confirmado por um tribunal em Baden-Baden. O Centro Simon Wiesenthal contestou a descoberta e Heim permaneceu na lista de fugitivos nazistas até 2013.                                                                                  |
| Y (sem nome)                        | Desconhecido     | Desconhecido        | Desconhecido         | Alemanha   | A pessoa não identificada foi acusada de ser cúmplice do assassinato de judeus húngaros em Auschwitz. Eles não foram mencionados na lista de fugitivos nazistas mais procurados quando foi atualizada pela última vez em 2018. |
| Z (sem nome)                        | Desconhecido     | Desconhecido        | Desconhecido         | Noruega    | A pessoa não identificada foi acusada de assassinar judeus em vários locais da Polônia e da Ucrânia. Eles não foram mencionados na lista de fugitivos nazistas mais procurados quando foi atualizada pela última vez em 2018. |